# Saison 8 de Naruto Shippuden
Pour un article plus général, voir Liste des épisodes de Naruto Shippuden.
Chronologie
Saison 7 de Naruto Shippuden Saison 9 de Naruto Shippuden

## Légende des tableaux
|  | Épisodes adaptés (sans couleur d'arrière plan) |

|  | Épisodes filler (hors manga) |

Légende : Les épisodes fillers (épisodes hors série exclusifs à l'animé qui ne sont pas dans les mangas) sont surlignés en couleur.

## Saison 8
Diffusée sur TV Tokyo entre le 7 octobre 2010 et le 31 mars 2011, elle contient 26 épisodes.

Diffusée en France sur Game One entre le 17 juin 2011 et le 22 juillet 2011.
| No | Titre français                               | Titre japonais                               | Titre japonais | Date de 1re diffusion |
| No | Titre français                               | Kanji                                        | Rōmaji | Date de 1re diffusion |
| --- | -------------------------------------------- | -------------------------------------------- | --- | --------------------- |
| 180 | Inari, le courage mis à l'épreuve            | 過去篇～木ノ葉の軌跡～イナリ、試される勇気   | Kakohen - Konoha no kiseki - Inari, tamesareru yūki (Histoires du passé - Scène d’action à Konoha - Inari, le courage mis à l'épreuve)                        | 7 octobre 2010        |
| Pendant que le village se reconstruit, Naruto et Sakura reçoivent la visite de Tazuna et d'Inari, devenu charpentier. Naruto se remémore alors son retour au Pays des Vagues ; ayant oublié chez Tazuna un ticket gratuit pour manger chez Ichiraku, il retourne le chercher sur un coup de tête, poursuivi par Sasuke qui a pour mission de le ramener. Inari, ayant trouvé le ticket, part de son côté à la recherche de Naruto mais se fait agresser par d’autres enfants dont Akane jaloux de son succès ; ils se font alors enlever par les anciens hommes de main de Gâto, menés par Zôri et Waraji qui veulent reprendre le contrôle du Pays des Vagues. Naruto et Sasuke partent à la recherche d’Inari qui parvient à s’évader poursuivi par les bandits. Inari fait diversion pour permettre à ses camarades de s’enfuir. Acculé à une falaise, il saute dans l’eau et se remémore quand son père adoptif lui a appris à nager. Naruto sort Inari de l’eau et engage le combat contre les bandits, rejoint par Sasuke, puis par les villageois qui les livrent aux autorités. Akane et ses amis sont devenus charpentiers comme Inari et sont tous venus aider à Konoha. |                                              |                                              | |                       |
| 181 | Nostalgie : Naruto, coach en vengeance       | 過去篇～木ノ葉の軌跡～ナルト、仇討ち指南塾   | Kakohen - Konoha no kiseki - Naruto, adauchi shinanjuku (Histoires du passé - Scène d’action de Konoha - L'école de la vengeance de Naruto)                   | 14 octobre 2010       |
| En parlant avec Tazuna, Sakura se remémore une mission avec l’équipe 7. Chargés de ramener une autruche errante, ils tombent sur deux hommes s'affrontant devant une foule de villageois, le plus faible, nommé Tsukado ayant échoué 34 fois à se venger sur Katazu, responsable de la mort d'un membre de sa famille. Naruto décide alors de prendre en charge Tsukado pour lui apprendre à prendre sa revanche. Il s’aperçoit que Tsukado est un épéiste confirmé mais que le regard de Katazu lui fait perdre ses capacités. Un nouveau combat est organisé par un clan avide de l’argent des paris ; durant le combat, Katazu apprend à son adversaire qu’il a un frère jumeau Kageki, et que c’est lui qui a tué le membre de sa famille par accident lors d’une rixe pour avoir voulu récupérer de l’argent prêté. Katazu s’est sacrifié pour le protéger et attirer sur lui la vengeance. Alors que Tsukado décide de renoncer à sa vengeance, les villageois tentent de les forcer à se battre ; aidés par l’équipe 7, ils les mettent en déroute… À la fin de l’histoire, Tazuna s’interroge sur l’absence de Sasuke ; ce dernier se dirige vers Konoha. Naruto déclare comprendre Sasuke et la vengeance du fait de son combat contre Pain. Il est plus que jamais déterminé à le ramener. |                                              |                                              | |                       |
| 182 | Nostalgie : Gaara, « les liens »             | 過去篇～木ノ葉の軌跡～我愛羅『絆             | Kakohen - Konoha no kiseki - Gaara "kizuna" (Histoires du passé - Scène d’action de Konoha - Les liens de Gaara)                                              | 21 octobre 2010       |
| En apprenant la destruction de Konoha, Gaara se remémore une mission en coopération avec l'équipe 7 juste après le traité de paix entre Suna et Konoha pour resserrer les liens d’amitié entre les villages. Ils doivent conjointement attaquer des ninjas renégats, mais sont suivis par une escouade d’assassins envoyés par une partie des hautes instances de Suna pour supprimer Gaara. Après les avoir vaincus, ce dernier les épargne, puis ils mènent la mission à bien. Gaara réussit à réaliser son rêve grâce à Naruto : nouer des liens avec le peuple de son village et se faire des amis, pour finalement devenir Kazekage. |                                              |                                              | |                       |
| 183 | L’Épidémie                                   | 過去篇～木ノ葉の軌跡～ナルト・アウトブレイク | Kakohen - Konoha no kiseki - Naruto : autobureiku (Histoires du passé - Scène d’action de Konoha - L’épidémie)                                                | 28 octobre 2010       |
| En voyant Tsunade dans le coma, Sakura se remémore alors avoir été contaminé par un étrange « chakra-virus » par Naruto, transformant le chakra en fièvre. Tsunade ordonne de capturer ce dernier qui est poursuivi toute la nuit et parvient à se cacher. Au matin, le village a été évacué et Naruto est la cible de tireurs sur les toits qui tentent de l’atteindre avec des piqûres… Naruto en piège un et apprend que l’ordre a été donné par Tsunade, mais se fait attaquer par Shizune, puis par Tsunade qui active des pièges à distance pour le coincer. Ayant créé de nombreux clones, dont certains sont attaqués par Chôji, Tenten, Kiba, et Shino, Naruto se réfugie dans l’hôpital et se retrouve dans la chambre de Sasuke qui le met dehors et est finalement attrapé par Tsunade qui s’aperçoit qu’il n’est pas infecté, tout comme Sakura. En réalité, Naruto avait du poivre dans sa poche et Sakura a tout simplement été allergique aux éternuements de ce dernier. Ne voulant pas reconnaître son erreur, Tsunade déclare que c’était un exercice d’urgence. |                                              |                                              | |                       |
| 184 | En avant, l'équipe de Tenten!                | 過去篇～木ノ葉の軌跡～出撃! テンテン班       | Kakohen - Konoha no kiseki - Shutsugeki! Tenten han (Histoires du passé - Scène d’action de Konoha - Déploiement ! L’équipe de Tenten)                        | 4 novembre 2010       |
| Tenten et Neji se trouvent devant le laboratoire de recherche d'outils de ninjas pour procurer des outils de ninjas nécessaires pour reconstruire le village. Ils se remémorent alors une mission avec Naruto au même endroit, pendant que Rock Lee était à l’hôpital… Venus chercher des kunai, shurikens et nouvelles armes, Tenten, nommée capitaine pour sa capacité à invoquer les armes, s’intéresse particulièrement à ces dernières ; malheureusement, les nouveautés présentées sont inutilisables. Le lendemain, ils retrouvent le créateur et son assistant dans un laboratoire souterrain secret, Tenten devant montrer son habileté au lancer d’armes pour désactiver les pièges gardant l’entrée ; ils y trouvent de nombreuses armes originales de grande qualité, mais le créateur souhaite tester Tenten avec sa dernière création. Ils sont attaqués par des collectionneurs d’arme ayant acheté des prototypes vendus par l’apprenti et qui mettent Neji et Naruto à terre. Tenten les vainc avec la dernière création, une gigantesque masse d’arme mue par des parchemins explosifs, mais ne peut cependant l’emporter car le créateur souhaite encore travailler dessus. |                                              |                                              | |                       |
| 185 | Le Monde des animaux                         | 過去篇～木ノ葉の軌跡～アニマル番外地         | Kakohen - Konoha no kiseki - Animaru bangaichi (Histoires du passé - Scène d’action de Konoha - Le terrain de l'animal)                                       | 11 novembre 2010      |
| Condor, l'autruche précédemment capturée par l'équipe 7, se remémore sa capture avec trois autres animaux par Kotetsu, Rock Lee et Shino et Naruto dans la « zone 0 » de la Forêt de la Mort devenue réserve naturelle interdite. Localisant l’autruche, Shino tente de la capturer mais ses insectes se font dévorer par des plantes carnivores ; l’autruche s’enfuit poursuivie par Rock Lee qui est attaqué par un kangourou boxeur, tandis que l’autruche fait demi-tour et attaque Naruto et Kotetsu en utilisant le taijutsu. Les ninjas se replient en constatant l’intelligence et la technique des animaux qui de surcroît parlent. Condor les attaque avec deux nouveaux compagnons : un fourmilier et le bébé du kangourou boxant de sa poche, formant les « quatre ninjas animaux ». Izumo arrive en renfort, et les ninjas parviennent à prendre le dessus sur les animaux, Condor étant vaincu par le combo d’Izumo et Kotetsu. |                                              |                                              | |                       |
| 186 | Nostalgie : L’Élixir de jeunesse             | 過去篇～木ノ葉の軌跡～ああ、青春の漢方丸     | Kakohen - Konoha no kiseki - Ā, seishun no kanpōgan (Histoires du passé - Scène d’action de Konoha - Ah, la médecine de la jeunesse)                          | 18 novembre 2010      |
| Lee donne un remède à Sakura afin de guérir Tsunade. Il se remémore alors son hospitalisation et sa convalescence après sa défaite contre Gaara. Pour préparer à son élève un remède, Gaï Maito avait besoin d’une fleur médicinale très rare, la fleur de Jofuku ; Naruto, Ino et Sakura partent alors au Mont Jofuku à sa recherche en profitant d’une mission… En chemin, une vieille femme dans une auberge les avertit que le lieu est hanté ; en arrivant dans la forêt, ils trouvent les fleurs, mais sont attaqués par du pollen copiant les techniques de Gaara lorsque Naruto en cueille. Après avoir vaincu le faux Gaara, ils rencontrent Furofuki, une médecin de Konoha étudiant la fleur et vivant dans la forêt, destinataire du message qu’ils devaient porter pour leur mission ; celle-ci leur explique que la fleur se défend en prenant la forme d’un ennemi auquel on pense. Leur mission est ensuite de ramener un grand nombre de fleurs de Jufuku à Konoha, qui servent à Gaï à préparer des boulettes de médicament. |                                              |                                              | |                       |
| 187 | Nostalgie : Bornés, tel maître, tel disciple | 過去篇～木ノ葉の軌跡～ド根性師弟修業編       | Kakohen - Konoha no kiseki - Dokonjō shitei shugyōhen (Histoires du passé - Scène d’action de Konoha - Le maître déterminé et son étudiant : apprentissage)   | 25 novembre 2010      |
| Après le départ de Sasuke, Naruto part en voyage avec Jiraya afin de devenir plus fort que son ami. Sasuke possédant le Sharingan, le ninja légendaire lui propose alors un entraînement pour contrer le genjutsu. Pour ce faire, il invoque Gamariki qui place Naruto sous le contrôle d’une illusion ; en essayant de perturber le chakra dans son corps, Naruto en explulse involontairement et projette Gamariki au loin. Naruto s’entraîne alors à contrôler son chakra sur l’eau et finit par parvenir à l’équilibre. Pour compléter son entraînement, Jiraya l’emmène alors dans une zone près d’un village où des champs d’énergie environnants simulent le genjutsu et font se perdre les voyageurs, mais ils retrouvent le village sous le joug d’une bande de bandits spécialistes en genjutsu venus s’approprier la puissance énergétique du lieu pour améliorer leurs techniques en maintenant les femmes et les enfants en otage. Naruto prend l’apparence d’un jeune garçon du village et fait mine d’amener Jiraya prisonnier au chef de la bande… |                                              |                                              | |                       |
| 188 | Nostalgie : Chroniques d’un ninja courageux  | 過去篇～木ノ葉の軌跡～ド根性師弟忍風録       | Kakohen - Konoha no kiseki - Dokonjō shitei ninpūroku (Histoires du passé - Scène d’action de Konoha - Histoire du maître déterminé et de son étudiant ninja) | 25 novembre 2010      |
| Le chef des bandits, Kandachi, s’avère être l’ancien bras droit de Hanzô, qui a fui le Village de la Pluie avec ses hommes après la mort de son chef. Il invoque un coquillage géant nommé « roi des conques » qu’il fait se battre en utilisant ses longs appendices comme fouets, en projetant des épines de sa coquille ou en lui faisant lancer des genjutsu améliorés par les champs d’énergie. Jiraya et Naruto parviennent à vaincre la créature grâce à un « Orbe tourbillonnant géant » de Naruto, aidés par Tanishi, le jeune fils du chef du village Sukune assassiné par Kandachi qui a retrouvé son courage et une bonne opinion de son père qui s’est sacrifié pour tenter de sauver son village. |                                              |                                              | |                       |
| 189 | Sasuke et l’Encyclopédie des pattes          | 過去篇～木ノ葉の軌跡～サスケの肉球大全       | Kakohen - Konoha no kiseki - Sasuke no nikukyū taizen (Histoires du passé - Scène d’action de Konoha - L’encyclopédie de la patte de Sasuke)                  | 2 décembre 2010       |
| Kakashi donne à l'équipe 7 une mission : obtenir l'empreinte de la patte de Nekomata. Nekobaa demande à Sasuke et son équipe d'obtenir la dernière empreinte de chat nécessaire pour achever l'Encyclopédie de la patte, inachevée par Sasuke et son grand frère Itachi. Ce dernier et ses deux camarades Sakura et Naruto s’infiltrent dans la forteresse de la créature déguisés en chats et réussissent la mission au terme de combats face aux félins et à leur chef. Il s’avère que Nekomata était un ami d’Itachi et avait accepté ce « jeu » par amitié pour faire progresser Sasuke. |                                              |                                              | |                       |
| 190 | Naruto et le Vieux Soldat                    | 過去篇～木ノ葉の軌跡～ナルトと老兵           | Kakohen - Konoha no kiseki - Naruto to rōhei (Histoires du passé - Scène d’action de Konoha - Naruto et le vieux soldat)                                      | 9 décembre 2010       |
| Après l'attaque d’Orochimaru sur Konoha, Naruto, deux jōnin et Kosuke surnommé « le genin éternel » partent en mission de patrouille à la frontière du Pays du Feu. Après quelques jours sans incidents, un groupe de ninjas ennemis du Pays de la Terre traversent la frontière. En affrontant les ninjas d’Iwa, Kosuke se révèle être un ninja courageux et nettement au-delà du niveau de genin ; il a décidé de le rester après la mort de camarades sous ses ordres lors d’une mission. Il se souvient des leçons qu'il a apprises avec les 2e et 3e Hokage et voit des similitudes entre Naruto et son père, le 4e Hokage. |                                              |                                              | |                       |
| 191 | La Chanson d’amour de Kakashi                | 過去篇～木ノ葉の軌跡～カカシ恋歌             | Kakohen - Konoha no kiseki - Kakashi koiuta (Histoires du passé - Scène d’action de Konoha - La romance de Kakashi)                                           | 16 décembre 2010      |
| Hanare, une espionne du village caché de la Clé est capturée par les ANBU de Konoha. Elle est interrogée par Ibiki Morino, puis par Inoichi Yamanaka qui découvre qu’elle ne sait rien sur son village, mais qu’elle a rencontré Kakashi dans sa jeunesse. Kakashi reçoit pour mission de percer son secret et ses souvenirs. Hanare lui fait confiance, car elle se souvient l’avoir rencontré dans sa jeunesse ; c’est lui qui lui a appris à regarder les nuages et lui a donné espoir alors qu’elle vivait en dehors du village loin de ses parents et des autres pour n’avoir aucune information à révéler. Le reste de l’équipe 7, pensant que Kakashi a une relation avec elle les espionnent et tombent par accident d’un arbre au-dessus d’eux, provoquant un regard du Sharingan de Kakashi dans les yeux de la jeune femme. Celui-ci détecte qu’elle possède une technique permettant de récupérer des informations par le regard et qu’elle a donc dû soutirer des informations sur Konoha à ses interrogateurs. Le 3e Hokage décide de procéder à un échange entre Hanare et un jōnin capturé par le village de la Clé ; ils conviennent cependant de capturer la jeune femme à nouveau juste après. Acculée à une falaise, celle-ci révèle à Kakashi qu’elle a effacé ses informations pris dans l’esprit de Inoichi après avoir découvert à Konoha le village dont elle rêvait ; Kakashi la laisse partir et raconte qu’elle s’est jetée de la falaise. |                                              |                                              | |                       |
| 192 | Les Chroniques de Neji                       | 過去篇～木ノ葉の軌跡～ネジ外伝               | Kakohen - Konoha no kiseki - Neji gaiden (Histoires du passé - Scène d’action de Konoha - Les anecdotes de Neji)                                              | 23 décembre 2010      |
| L'équipe de Konohamaru demande à Neji des informations sur Naruto, le nouveau héros de Konoha, pour le journal de l’académie. Neji leur raconte une histoire survenue lors de la destruction de Konoha par Orochimaru. Profitant de la confusion, deux jōnin de Kumo enlèvent Hinata pour voler le Byakugan Neji, Tenten et Kiba partent alors à la poursuite de ces derniers. Tenten doit rester en arrière pour faire face à un piège laissé par leurs adversaires, des chiens de boue qu’elle parvient à retenir grâce à sa maîtrise des armes. Ils arrivent alors que les ninjas de Kumo s’apprêtent à tuer Hinata. Prenant l’apparence de Kiba, Neji parvient à en vaincre un avec les « 64 poings du Hakke », mais l’autre s’apprête à le tuer quand Hiashi Hyûga intervient pour protéger sa fille et son neveu. Neji se rend compte que le discours de Naruto sur le destin était juste ; il n'était pas le seul à souffrir au nom du clan. Il explique à Konohamaru, Moegi et Udon que même s’il n’a pas participé à cette mission, Naruto y a joué un rôle important. |                                              |                                              | |                       |
| 193 | Le Fantôme de Konoha                         | 過去篇～木ノ葉の軌跡～二度死んだ男           | Kakohen - Konoha no kiseki - Nido shinda otoko (Histoires du passé - Scène d’action de Konoha - L’homme qui est mort deux fois)                               | 6 janvier 2011        |
| Reconnaissant un visage parmi des photos récupérées des décombres de Konoha, Naruto se remémore une histoire qu’il a vécu plusieurs années auparavant. Alors qu’il avait trouvé et ramené un sceau étrange collé sur une pierre à distance du village, il se réveille avec un fantôme sur son lit. Ce dernier est amnésique et ne se souvient plus des circonstances de sa mort ; après enquête, Naruto retrouve l’homme par le nom marqué sur le sceau, Kisuke ; il s’avère qu’il est dans le coma à l’hôpital ; retrouvant son adresse, Naruto l’amène sur les lieux de sa maison qui a brûlé avec son épouse quelque temps auparavant. Kisuke se rappelle alors qu’il a été éliminé par un jeune homme, Sabiru, qu’il surveillait pour le compte de l’ANBU, le soupçonnant d’être un espion. Ce dernier s’apprête à faire adopter au conseil de Konoha un nouveau système de sécurité pour le village. S’apercevant qu’il était suivi, il a piégé Kisuke et a scellé son âme loin du village. Juste avant le vote sur le projet, Kisuke est assassiné à l’hôpital. Naruto prend alors son apparence et fait intrusion au conseil pour révéler que Sabiru est un espion et qu’il compte prendre le contrôle de la sécurité du village. Mis à mal par Sabiru qui demande des preuves, il est contraint de s’enfuir, poursuivi par Kakashi, les ANBU et Sabiru lui-même. Naruto parvient à convaincre Kakashi de prendre l’apparence de Kisuke pour confondre le traître. Ce dernier se laisse piéger et est finalement vaincu par le « multi-clonage supra » de Naruto possédé par et avec l’apparence de Kisuke. Sabiru est alors assassiné par une fléchette de Kabuto caché non loin. Kisuke demande un dernier service à Naruto avant de retrouver sa femme dans l'autre monde : mettre des tulipes sur leur tombe. |                                              |                                              | |                       |
| 194 | Course à trois jambes                        | 過去篇～木ノ葉の軌跡～最悪の二人三脚         | Kakohen - Konoha no kiseki - Saiaku no nininsankyaku (Histoires du passé - Scène d’action de Konoha - La pire des courses à trois jambes)                     | 13 janvier 2011       |
| Naruto et Sakura voient Kiba, qui s'est porté volontaire en tant que messager du village. Voir le jeune ninja et son chien toujours ensembles rappelle à Sakura une mission de l'équipe 7 pour retrouver une statuette en or dérobée par des bandits à la sœur du seigneur féodal. Sachant que ceux-ci peuvent passer à deux endroits, Kakashi part surveiller un côté et les trois genin l’autre ; en embuscades, ils voient les voleurs passer et Naruto et Sasuke tombent dans une ravine avec le trésor tandis que Sakura est capturée par le chef des bandits qui a la faculté de faire sortir du chakra caoutchouteux de son poignet. Lorsqu’ils reprennent conscience, Naruto et Sasuke s’aperçoivent que leurs mains sont liées par du chakra solide et indestructible. Après s’être chamaillés, ils décident de faire équipe et parviennent en coopérant à vaincre leurs adversaires et à sauver Sakura. |                                              |                                              | |                       |
| 195 | Nostalgie : En formation, équipe 10!         | 過去篇～木ノ葉の軌跡～連携、第十班           | Kakohen - Konoha no kiseki - Renkei, daijuppan (Histoires du passé - Scène d’action de Konoha - Coopération, l’unité 10)                                      | 20 janvier 2011       |
| Durant une chasse aux sangliers avec l’équipe 10, Shikamaru se remémore une mission menée avec les équipes 7 et 10 pour stopper des bandits volant les récoltes d’un village chaque année, et libérer la petite-fille du chef de ce village prise en otage par Baji, le chef des bandits, dont l’intelligence est le principal obstacle à la réussite de la mission. Les bandits ont leur repère dans une cavité naturelle le long de laquelle il y a trois forts. Les deux équipes partent avec Tofu, un bandit soi-disant repenti. Shikamaru explique sa stratégie : les deux jōnin, Kakashi et Asuma vont partir en reconnaissance pour analyser les pièges pendant que les genin et Tofu attendent. Ce dernier ne tarde pas à se faire prendre par des bandits et se fait ramener pour faire son rapport, non sans que Shikamaru méfiant ait déposé un micro sur le col de sa veste. Ayant entendu les mots de passe, les genin parviennent rapidement à passer les forteresses. Baji décide alors un faux échange d’otages entre Tofu et Shikamaru ; Ino utilise « La possession » sur Shikamaru pour découvrir le lieu où sont maintenus les otages et les genin parviennent à libérer la petite fille et à faire prisonnier les bandits, avant que les jōnin n’arrivent. |                                              |                                              | |                       |
| 196 | Nostalgie : Plongée dans les ténèbres        | 過去篇～木ノ葉の軌跡～闇への疾走             | Kakohen - Konoha no kiseki - Yami e no shissō (Histoires du passé - Scène d’action de Konoha - Précipitation vers l’obscurité)                                | 27 janvier 2011       |
| L'équipe Taka s'approche de Konoha… En voyant une maison, Sasuke se remémore y avoir croisé il y a quelques années une petite fille de la famille du daimyo du Pays du Feu, Naho, qu’il avait sauvé d’une chute mortelle, devenant son héros. Il était à l’époque jaloux des progrès de Naruto et sa victoire face à Gaara. Tsunade décide alors de séparer l’équipe 7 en donnant une mission à Kakashi et Sasuke consistant à enquêter sur un ninja figurant au « bingo book » qui s’était introduit au Pays du Feu, et une autre à Naruto et Sakura consistant à escorter Naho jusqu’à un autre village. Cependant, Naho réclame Sasuke pour l'escorter sans quoi elle refuse de bouger ; Naruto prend alors l'apparence de Sasuke pour que la mission puisse se dérouler correctement; mais durant le trajet, ils sont attaqués par le ninja sur lequel Sasuke et Kakashi devaient enquêter et ses hommes de main ; ils veulent enlever la petite fille pour obtenir une rançon. Le ninja renégat, utilisant une armure « doton », parvient à arrêter les attaques de Naruto (toujours sous la forme de Sasuke), dont la « Naruto Furie » et l’« Orbe Tourbillonnant », et à le vaincre, lui faisant perdre l’apparence de Sasuke, ce qui désespère Naho ; ils sont alors tous emmenés par les bandits. Pendant ce temps, Kakashi et Sasuke pénètrent dans le repaire initial des bandits et découvrent que leur cible est Naho. Aidé par un des chiens ninjas de Kakashi, Sasuke finit par arriver là où Naruto, Sakura et Naho sont prisonniers et à vaincre le chef des bandits avec les « Mille oiseaux ». Note : cet épisode clôt l'arc filler de l'histoire de Konoha. |                                              |                                              | |                       |
| 197 | Hokage le Sixième, Danzô                     | 六代目火影ダンゾウ                           | Rokudaime Hokage Danzō (Danzô, le sixième Hokage) | 10 février 2011       |
| [Chapitres 451 à 453] — Trois ninjas de Kumo arrivent à Konoha pour demander l’autorisation de prendre Sasuke en chasse ; Danzô leur donne l’autorisation… Apprenant que Sasuke va être pourchassé, Naruto et Sakura demandent à Saï des informations sur Danzô mais ce dernier ne peut pas leur en parler à cause d’un sceau sur sa langue qui l’immobiliserait s'il venait à parler de la Racine. Entendant le nom de Sasuke, Omoï et Karui attaquent et interrogent Naruto, Sakura et Saï pour leur extorquer des renseignements sur Sasuke ; les informant que Sasuke a capturé leur maître Killer Bee. Pendant ce temps, l’équipe Taka est arrêtée par Madara en cours de route vers Konoha ; ce dernier informe Taka de la défaite de Pain et que Danzô, le responsable du destin d’Itachi, a été élu Hokage, les kage vont délibérer au « Conseil des cinq kage » à propos des attaques de l’Akatsuki… Note : cet épisode débute l'arc majeur du Conseil des cinq kage. |                                              |                                              | |                       |
| 198 | La Nuit avant le conseil des cinq Kage       | 五影会談前夜                                 | Gokage kaidan zenya (La veille du « Conseil des cinq Kage »)                                                                                                  | 10 février 2011       |
| [Chapitres 453 à 455] — Tandis que Sasuke décide d’aller avec Taka au « Conseil des cinq kage » pour tuer Danzô, escortés par la partie blanche de Zetsu. Naruto se laisse battre sans se défendre plutôt que de livrer des informations sur Sasuke aux ninjas de Kumo. Saï intervient pour calmer Karui, puis soigne les blessures de Naruto qui décide de partir rencontrer le Raikage avec Kakashi et Yamato pour demander la grâce de Sasuke. Pendant ce temps, Danzô se prépare à partir au conseil et intrigue pour récupérer, avant Anko, les données d’Orochimaru avec qui il a frayé par le passé, possédées maintenant par Kabuto. Naruto raconte à Kakashi et Yamato ce que son père lui a révélé. |                                              |                                              | |                       |
| 199 | Les cinq Kage entrent en scène!              | 五影登場!                                    | Gokage tōjō! (Les cinq Kage entrent en scène !) | 17 février 2011       |
| [Chapitres 454 à 457] — Gaara, Oonoki, Meï et A partent pour le conseil des cinq kage… Déjà en route, Danzô est attaqué par des ANBU du Pays du Bois qu’il défait seul avec son Sharingan. Naruto, Kakashi et Yamato partent vers le Pays du Fer, suivant les ninjas de Kumo grâce à des graines de Yamato collées sous leurs chaussures. Taka s'infiltre également dans le Pays du Fer. L'équipe du Raikage retrouve l’équipe de Samui et Naruto, Kakashi et Yamato sont repérés par ces derniers. |                                              |                                              | |                       |
| 200 | La Supplique de Naruto                       | ナルトの嘆願                                 | Naruto no tangan (La supplication de Naruto) | 24 février 2011       |
| [Chapitres 457 à 459] — Naruto aborde le Raikage et lui demande la grâce de Sasuke, qui est refusée malgré l’intercession de Kakashi et Yamato. Peu après, le sommet commence entre les cinq kage et leur médiateur du Pays du Fer, Mifune. À la table des concertations, l'atmosphère est tout de suite tendue par la position de chacun semblant d'abord individualiste et méfiante envers tous les autres. Les révélations et les accusations fusent : l'utilisation intensive des services d'Akatsuki par le Pays de la Terre, la naissance de cette organisation mercenaire au sein du Pays de l'Eau, la trop grande jeunesse et l'idéalisme de Gaara. Mifune propose une alliance entre les cinq grands pays qui serait dirigée par Danzô pour combattre Akatsuki et protéger le jinchūriki de Kyûbi. |                                              |                                              | |                       |
| 201 | Amère Décision                               | 苦渋の決断                                   | Kujū no ketsudan (Une décision difficile) | 3 mars 2011           |
| [Chapitres 458 à 460] — À Konoha, Saï comprend que Naruto est amoureux de Sakura : il révèle à Sakura que sa promesse de ramener Sasuke hante Naruto et dévoile aussi les sentiments de ce dernier à Sakura. Il lui reproche d'avoir forcé Naruto à porter ce lourd fardeau tout seul et d'être l'une des causes de ses souffrances, tout comme Sasuke. Shikamaru étant d'accord avec Saï, il demande à Sakura la permission de l'équipe 7 d'arrêter Sasuke. Sakura finit par sécher ses larmes et annonce vouloir parler à Naruto. Pendant ce temps, au sommet, Ao, garde du corps de la Mizukage utilise son Byakugan et découvre que Danzô utilise une technique pour influencer Mifune, grâce au Sharingan de Shisui Uchiwa. Zetsu apparaît au milieu des kage et annonce que Sasuke n’est pas loin. Naruto ne peut s’empêcher de penser à Sasuke quand soudain Madara apparaît à ses côtés… |                                              |                                              | |                       |
| 202 | Course Éclair                                | 疾走る雷                                     | Hashiru ikazuchi (Éclairs à fond de train) | 10 mars 2011          |
| [Chapitres 460 à 462] — Madara aborde Naruto, Kakashi et Yamato pour leur parler afin de savoir comment Naruto a convaincu Nagato de le trahir ; Naruto lui demande de parler de Sasuke. Pendant ce temps, le Raikage brise la nuque de Zetsu et décide de partir à la recherche de Sasuke avec ses gardes du corps ; les samouraïs se dispersent également pour rechercher Sasuke qui retrouvent ce dernier et son équipe. Sasuke, qui a plongé dans les ténèbres, tue plusieurs de ses adversaires. Le Raikage et ses gardes du corps interviennent et engagent le combat à leur tour, mettant l’équipe Taka en difficulté. Jûgo passe au niveau 2 du sceau maudit et attaque seul le Raikage ; il finit par se faire battre. Le Raikage engage alors un duel contre Sasuke… |                                              |                                              | |                       |
| 203 | La Voie de Sasuke                            | サスケの忍道                                 | Sasuke no nindō (Le nindô de Sasuke) | 17 mars 2011          |
| [Chapitres 462 à 464] — Madara révèle à Naruto, Kakashi et Yamato la véritable histoire d'Itachi et les motifs qui animent Sasuke, irrémédiablement dévoré par la haine du fait de la malédiction du clan Uchiwa. Pendant ce temps, Sasuke utilise un « Susanô » incomplet pour la première fois, afin de se protéger. Combinant Susanô à Amaterasu pour parfaire son armure, il parvient à mettre en échec le Raikage qui sacrifie un bras pour le frapper. Alors que le Raikage s'apprête à donner un nouveau coup à Sasuke, Gaara intervient et l'en empêche ; il tente de convaincre Sasuke de ne pas sombrer dans les ténèbres, mais ce dernier ne veut rien entendre. Il subit alors l’attaque combinée de Darui, Gaara, Temari et Kankurô qu’il contre avec « Susanô » noir et finalement complet. |                                              |                                              | |                       |
| 204 | La Force des cinq Kage                       | 五影の実力                                   | Gokage no chikara (La puissance des cinq Kage) | 24 mars 2011          |
| [Chapitres 465 - 466] — Killer Bee désire s'initier à l'enka avec Sabu, un chanteur d'enka, laissant croire à son frère qu'il a été capturé, pour s'enfuir du village en toute tranquillité. Pendant ce temps, Sasuke parvient à leur échapper grâce au Susanô en faisant effondrer la salle, et suit Karin qui a repéré Danzô dans la salle du conseil. Ce dernier profite de la confusion pour s’échapper, poursuivi de Ao, tandis que Sasuke doit affronter la Mizukage. Affaibli par son combat précédent, il ne peut résister à ses techniques de corrosion qui érodent son Susanô, mais Zetsu vient à son secours en neutralisant son adversaire et en lui fournissant du chakra. Sasuke se heurte alors au Tsuchikage et est sauvé par Madara. |                                              |                                              | |                       |
| 205 | Déclaration de guerre                        | 宣戦布告                                     | Sensenfukoku (Déclaration de guerre) | 31 mars 2011          |
| [Chapitres 467 - 468] — Madara envoie Sasuke et Karin dans une dimension, puis explique aux kage son projet « Œil de la Lune » consistant à prendre le contrôle du monde ninja en faisant revivre un monstre antique, Jûbi, pour en devenir le jinchūriki et tenir tout le monde sous l’emprise d’un genjutsu ultime se reflétant sur la Lune. Les kage refusant de lui livrer Hachibi et Kyûbi, il leur déclare alors la 4e grande guerre ninja. Les kage décident donc de former une alliance entre les cinq grands pays et le Pays du Fer, et de placer Naruto et Killer Bee dans un endroit où ils seront en sécurité face aux menaces d’Akatsuki. Le Raikage décide d'aller à la rescousse de Killer Bee, après l'aveu de Tobi sur l'échec de sa capture. Après la défection de Danzô, Kakashi est retenu Hokage intérimaire par Gaara. Pendant ce temps, Sakura escortée de Kiba, Lee et Saï retrouve Naruto pour lui parler. |                                              |                                              | |                       |